# Hammersmith
Hammersmith es un borough situado en el oeste de Londres, de Hammersmith y Fulham. Está bordeada por Shepherds Bush al norte, Kensington al este, Chiswick al oeste y Fulham al sur, con el que forma parte de la orilla del Támesis. Está vinculado por el puente de Hammersmith a Barnes en el suroeste. Es uno de los centros comerciales y de empleo clave al oeste de Londres. Durante algún tiempo fue el centro de la minoría polaca londinense, razón por la cual hoy en día se sitúa en él el "Centro Social y Cultural Polaco" (POSK, por sus siglas en inglés). Es un importante centro de transporte para el oeste de Londres, con dos estaciones de metro y una estación de autobuses en Hammersmith Broadway.

## Personas notables
- Alan Rickman (1946-2016) - actor
- Nicholas Galitzine (1994) - actor
- Antonia de Sancha (1961) - actriz y empresaria
- Lily Allen (1985) - cantante pop
- Alfie Allen (1986) - actor
- Cara Delevingne (1992) - actriz
- Bill Bailey (1964) - comediante
- Jamie Bamber (1973) - actor
- Sacha Baron Cohen - comediante y actor
- Tina Barrett (1976) - cantante y bailarina, integrante de S Club 7
- Mischa Barton (1986) - actriz
- Marcus Bent (1978) - futbolista
- George Boyd (1985) - futbolista
- Joe Calzaghe (1972) - boxeador
- Carolina de Brunswick-Wolfenbüttel (1768-1821) - princesa y reina
- Cobden Sanderson (1840-1922) - artista
- Sebastian Coe (1956) - atleta y político
- Marie Colvin (1956-2012) - periodista
- William Crathern (1793-1851) - compositor
- Benedict Cumberbatch (1976) - actor
- Roger Daltrey (1944-) - cantante de The Who
- James DeGale (1986) - boxeador
- Danny Dichio (1974) - futbolista
- Lily Donaldson (1987) - modelo
- Ella Edmondson (1986) - cantautora
- Estelle (1980) - cantante y rapera
- Mary Fedden (1915-2012) - artista
- Emilia Fox (1974) - actriz
- Frederick Fox (1989) - actor
- George Groves (1988) - boxeador
- Hugh Grant (1960) - actor
- Tom Hardy (1977) - actor
- Kit Harington (1986) - actor
- Miranda Hart (1972) - actriz
- A. P. Herbert (1890-1971), humorista, novelista, dramaturgo y activista político
- Gustav Holst (1874-1934) - músico
- Sophie Hunter (1978) - directora de teatro y ópera
- Christian Jessen (1977) - doctor y presentador de televisión
- Edward Johnston (1872-1944) - erudito, se le atribuye el revival de la caligrafía
- Steve Jones (1955) - guitarrista
- Harry Lloyd (1983) - actor
- Russ Malkin (1960) - productor y presentador de televisión
- James May (1963) -  presentador de televisión y escritor
- Crispian Mills (1973) - cantautor, guitarrista y cineasta
- Helen Mirren (1945) - actriz
- William Morris (1834-1896) - artista, escritor, socialista y activista
- Maurice Murphy (1935-2010) - músico
- Douglas Murray (1979) - escritor y periodista
- Gary Numan (1958) - cantautor y músico
- Stuart Pearce (1962) - futbolista
- Rosamund Pike (1979) - actriz
- Imogen Poots (1989) - actor
- Will Poulter (1993) - actor
- Augustus Prew (1987) - actor
- Lucy Punch (1977) - actor
- Daniel Radcliffe (1989) - actor
- Eric Ravilious (1903-1942) - pintor y diseñador
- Jemima Rooper (1981) - actor
- Vidal Sassoon (1928-2012) - estilista, peluquero y empresario
- Labi Siffre (1945) - músico
- Gabriel Thomson (1986) - actor
- Julian Trevelyan (1910-1988) - artista
- Sir Emery Walker (1851-1933), grabador e imprentero
- Ed Westwick (1987) - actor
- Alan Wilder (1959), músico de Depeche Mode

## Ciudades hermanadas
- Neukölln - Alemania